# لوئیزه اتو
لوئیزه اتو (آلمانی: Louise Otto; ۳۰ اوت ۱۸۹۶ – ۹ مارس ۱۹۷۵) شناگر اهل آلمان بود.